# シュタインフルト郡
シュタインフルト郡 (ドイツ語: Kreis Steinfurt) は、ドイツ連邦共和国ノルトライン＝ヴェストファーレン州ミュンスター行政管区に属すミュンスターラントの郡である。この郡はミュンスター/ハム法に基づく郡域再編に伴って1975年1月1日に、旧シュタインフルト郡、テックレンブルク郡、およびミュンスター郡の一部が合併して成立した。旧シュタインフルト郡と区別するために「グロースクライス・シュタインフルト」と呼ばれることもある。シュタインフルト郡の最大都市はライネである。

## 地理
郡域の西部はミュンスターラント、東部はテックレンブルガー・ラントに属す。郡内の最高峰であるヴェスターベッカー・ベルクは、リーネンの町内に位置している。その高さは海抜 236 m である。
シュタインフルト郡は、ノルトライン＝ヴェストファーレン州で2番目に広い郡である。郡庁所在地のシュタインフルトが地理的に郡の中央から外れた場所であることから、郡全域で地域に密接した住民サービスを行うために、郡当局はテックレンブルクに支所を設けている。

### 隣接する郡および郡独立市
シュタインフルト郡は北から時計回りに、グラーフシャフト・ベントハイム郡、エムスラント郡、オスナブリュック市、オスナブリュック郡（以上、いずれもニーダーザクセン州）、ヴァーレンドルフ郡、ミュンスター市、コースフェルト郡、ボルケン郡（以上、ノルトライン＝ヴェストファーレン州）と境を接している。

## 歴史
1971年から大規模な郡再編のプランニングが始まった。ここでは様々な構成のコンセプトが議論された。1975年1月1日に発効する郡再編に関する法律（ミュンスター/ハム法）は、1974年5月8日に可決された。それは以下の内容を含むものであった。
それまでのシュタインフルト郡（郡庁所在地がブルクシュタインフルトであったことから、しばしば「ブルクシュタインフルト郡」とも呼ばれる）は、テックレンブルク郡とともに廃止する。後者には、2つの大きな街イベンビューレンとレンゲリヒの他、2市および16町村が属す。両郡はシュタインフルト郡の名称の下、統合される。これに、旧ミュンスター郡からグレーヴェンとザーベックが加わわる。
歴史的には、これらの郡はほとんど共通する部分がなかった。旧シュタインフルト郡はプロイセンのヴェストファーレン州に統合された後に形成された。この郡の大部分は1803年までミュンスター司教領に属しており、このためカトリック地域であったが、シュタインフルト伯領部分ではカルヴァン主義が信仰されていた。テックレンブルク伯領（後のオーバーグラーフシャフト・リンゲン）では主にカトリックが信仰されており、カルヴァン派は少数であった。
郡庁所在地には、1975年1月1日にブルクシュタインフルトとボルクホルストが合併して形成されたシュタインフルト市が選ばれた。

### 郡庁所在地 シュタインフルト
1975年に成立したシュタインフルト市が郡行政の中心である。元の地域再編計画ではライネが新しい郡の郡庁所在地となる予定であった。当時郡庁所在地の移転を阻止するために、旧ブルクシュタインフルト市では様々な検討がなされた。ブルクシュタインフルトは、引き続き群庁所在としてあり続けるには、州政府の定めたスケールに対して小さすぎた。最小基準の3万人に届いていなかったのである。こうした状況から脱するために、ブルクシュタインフルトは隣のボルクホルストと合併した。しかし合併への意欲はかなり低いものであった。1972年の意見書自体、財政上の理由から合併に否定的であった。さらにこの報告書は、両市の間の文化的な大きな違いも指摘していた。しかし郡行政機関の喪失を目前にしたことで、ブルクシュタインフルトが合併に同意することをボルクホルストは確信していた。自治体改革の発効により、1975年1月1日に新しくシュタインフルト市が形成された。この新しい街は、新たな郡がシュタインフルト郡という名称を引き継ぐことができるよう、かつての郡の名称にちなんで命名された。地域再編の数ヶ月後に、早くも最初の問題と軋轢が生じた。ボルクホルストは、新市シュタインフルトからの分離を実行するよう憲法裁判所に働きかけを試みた。しかし、この訴えは却下された。
2つめの、そして最後の重要な点はブルクシュタインフルトの新しい郡庁舎であった。1960年代の地域再編が検討されていた当時、1963年に旧シュタインフルト郡は異論もあった新庁舎の建設を決定した。これは、シュタインフルトが郡庁所在地の座に留まり、交通の便が選りすぐれていたライネが落選した、決定的な要因であった。
この決定は現在まで影響を及ぼしている。シュタインフルトは旧シュタインフルト郡の中央にあり、旧テックレンブルク郡からの交通の便がよくない。また、予測されていたように、シュタインフルト市のさらなる発展は困難である。

## 住民

### 人口推移
| 年   | 人口（人） |
| ---- | ---------- |
| 1975 | 371,773    |
| 1980 | 379,878    |
| 1985 | 380,718    |
| 1990 | 390,945    |
| 1995 | 416,252    |
| 2000 | 434,885    |
| 2005 | 444,231    |
| 2010 | 443,357    |
| 2015 | 443,374    |

## 行政

### 郡議会
2014年5月25日の郡議会選挙に基づく議席配分を以下に示す:
- CDU　44.5　% / 27議席 (-2)
- SPD 31.6 % / 20議席 (+2)
- GRÜNE 11.0 % / 7議席 (+/-0)
- UWG 4.6 % - 3議席 (+3)
- FDP 4.5 % / 3議席 (-3)
- LINKE 3.8 % / 2議席 (+/-0)

### 郡長
- 1975年 - 1994年: マルティン・シュトロート (CDU)
- 1994年 - 1999年: クリスティーナ・リーゼンベック (SPD)
- 1999年 - 2015年: トーマス・クーベンドルフ (CDU)
- 2015年 - 2020年: クラウス・エッフィング (CDU)

クラウス・エッフィングの辞任により2020年5月1日以降郡長は空席となっている。その業務は郡長代理が行っている。

### 紋章
図柄: 金地に幅広の赤い横帯。帯の中に、金地に赤い白鳥を描いた小紋章。上部に2枚の赤い睡蓮の葉。下部に1枚の赤い睡蓮の葉。
この郡の紋章は、旧シュタインフルト郡、テックレンブルク郡、ミュンスター郡のかつての紋章の一部を引き継いでいる。金地に赤い横帯はミュンスター司教領の象徴として知られており、旧ミュンスター郡のあらゆる紋章に用いられていた。白鳥はシュタインフルト伯領の紋章動物であり、旧シュタインフルト郡の紋章に用いられていた。赤い睡蓮の葉はテックレンブルク伯の紋章の反映であり、旧テックレンブルク郡の紋章に用いられていた。

## 経済と社会資本
「ツークンフトアトラス 2016」（未来地図 2016）はシュタインフルト郡を、ドイツの402の郡、自治体連合、郡独立市のうち、173位に位置づけ、将来について「チャンスとリスクが混在する地域」に分類している。

### 放送局
- 西部ドイツ放送のシュタインフルト地域オフィス: ライネに本部を置く
- ラジオ RST（シュタインフルト郡のローカル放送局）: ライネに本社を置く

### 交通
鉄道路線: シュタインフルト郡内には以下の鉄道路線がある。
- (Kbs. 375) アムステルダム - バート・ベントハイム（ドイツ語版、英語版） - ライネ - イベンビューレン - オスナブリュック・アルトシュタット - オスナブリュック中央駅 - ビュンデ - ビーレフェルト / ハノーファー
- (Kbs. 385)（ケルン -）ミュンスター - レンゲリヒ - オスナブリュック中央駅 - ディープホルツ - ブレーメン
- (Kbs. 392) オスナブリュック中央駅 - オスナブリュック・アルトシュタット - ハーレン - ブラームシェ - オルデンブルク - ヴィルヘルムスハーフェン
- (Kbs. 394) オスナブリュック中央駅 - オスナブリュック・アルトシュタット - ハーレン - ブラームシェ - フェヒタ - ブレーメン
- (Kbs. 395)（ミュンスター -）ライネ - リンゲン - レーア - ノルデン（ドイツ語版、英語版）＝ノルトダイヒ
- (Kbs. 407) ミュンスター - シュタインフルト＝ボルクホルスト - シュタインフルト＝ブルクシュタインフルト - グローナウ - エンスヘデ
- (Kbs. 410) ハム - ミュンスター - グレーヴェン - エムスデッテン - ライネ（- ノルデン＝ノルトダイヒ）

さらに以下の路線があった（現在は旅客運行を行っていない）。
- オスナブリュック - ヴェルゼン - ヴェスターカペルン - メッティンゲン - レッケ - ライネ（テックレンブルク北鉄道）
- イベンビューレン - テックレンブルク - レンゲリヒ - バート・イーブルク - ギュータースロー（テックレンブルガー・ヴァルト鉄道）
- コースフェルト - シュタインフルト＝ブルクシュタインフルト - ライネ - フュルステナウ - クヴァーケンブリュック（シュペレ（ドイツ語版、英語版）以降は営業停止）
- ライネ - グローナウ、営業停止、解体された。

近郊交通計画 SPNV ヴェストファーレン＝リッペは、近代的なレギオナルバーンとしてテックレンブルク北鉄道 オスナブリュック - ロッテ＝ヴェルゼン - ヴェスターカペルン - メッティンゲン - レッケ路線を再開すべきであると考えている。

### 市町村
シュタインフルト郡は、24市町村からなる。このうち、4市が中規模郡都市、1つが大規模郡都市である。
| 市 1. エムスデッテン (Emsdetten、中規模郡所属市 36,556) 2. グレーヴェン (Greven、中規模郡所属市 38,321) 3. ヘルステル (Hörstel 21,049) 4. ホルストマール (Horstmar 7,605) 5. イベンビューレン (Ibbenbüren、中規模郡所属市 52,688) 6. レンゲリヒ (Lengerich 23,067) 7. オホトルプ (Ochtrup 20,392) 8. ライネ (Rheine、大規模郡都市 78,220) 9. シュタインフルト (Steinfurt、中規模郡都市 35,456) 10. テックレンブルク (Tecklenburg 9,398) | 町村 1. アルテンベルゲ (Altenberge 10,438) 2. ホプステン (Hopsten 7,843) 3. ラドベルゲン (Ladbergen 7,036) 4. ラール (Laer 6,930) 5. リーネン (Lienen 8,827) 6. ロッテ (Lotte 14,476) 7. メテレン (Metelen 6,577) 8. メッティンゲン (Mettingen 12,041) 9. ノイエンキルヒェン (Neuenkirchen 14,096) 10. ノルトヴァルデ (Nordwalde 9,853) 11. レッケ (Recke 11,410) 12. ザーベック (Saerbeck 7,102) 13. ヴェスターカペルン (Westerkappeln 11,464) 14. ヴェットリンゲン (Wettringen 8,350) | links |

かっこ内の数値は、2023年12月31日現在の人口を示す。